# Šajinovac (Doljevac)
Šajinovac (em cirílico: Шајиновац) é uma vila da Sérvia localizada no município de Doljevac, pertencente ao distrito de Nišava. A sua população era de 908 habitantes segundo o censo de 2011.

## Demografia
| 1948 | 1953 | 1961 | 1971 | 1981 | 1991 | 2002 | 2011 |
| ---- | ---- | ---- | ---- | ---- | ---- | ---- | ---- |
| 843  | 898  | 956  | 993  | 1017 | 1039 | 955  | 908  |